# Günter Schoßböck
Günter Schoßböck (* 1959 in Töging am Inn), bürgerlicher Name: Günter Kienemund, ist ein deutscher Schauspieler, Sänger, Sprecher und Hochschuldozent.

## Leben
Schoßböck studierte an der Otto-Falckenberg-Schule in München und spielte in zahlreichen Fernsehserien mit. Am Theater hat er unter anderem an den Münchner Kammerspielen, im Stadttheater Heilbronn und dem Schauspiel Leipzig gearbeitet. Darüber hinaus hat er zahlreiche Hörbücher eingesprochen, ist als Texter und Sprecher für Werbung und Dokumentationen tätig und spricht Features für diverse überregionale Radiosender. Als Episodendarsteller trat er unter anderem in den Serien Polizeiruf 110: Vollgas, Der Bergdoktor, SOKO Leipzig oder Tierärztin Dr. Mertens auf.
Seit 2008 ist er als Dozent an der Hochschule für Musik und Theater „Felix Mendelssohn Bartholdy“ Leipzig beschäftigt. An der Hochschule für Musik Carl Maria von Weber Dresden unterrichtet er im Fach Schauspiel.
Günter Schoßböck verwendet seinen Geburtsnamen als Künstlernamen. Er ist mit der Journalistin Gudula Kienemund verheiratet, deren Nachnamen er 1987 als bürgerlichen Namen angenommen hat. Das Ehepaar hat zwei erwachsene Kinder. Bis Ende 2019 sprach er für rund 170 Hörbücher für die DZB Leipzig.